# Ideobisium peregrinum
Ideobisium peregrinum es una especie de arácnido del orden Pseudoscorpionida de la familia Syarinidae.

## Distribución geográfica
Se encuentra en Nueva Guinea.